# Szabadok és Egyenlőek
A Szabadok és Egyenlők (olaszul:  Liberi e Uguali, LeU) olasz baloldali pártok szövetsége, amelyet a 2018 márciusi választások előtt hoztak létre. 2017. december 3-án alapította a Matteo Renzi kormányzó Demokrata Pártjával szembenálló baloldali politikusok alkotta Egyes Cikkely - Demokratikus és Progresszív Mozgalom (MDP), az Olasz Bal és a Lehetséges nevű párt. 
A szövetség vezetője Pietro Grasso szenátusi elnök, aki korábban a maffia ügyeit vizsgáló ügyész volt.

## Választási eredményei

### Olasz parlament
| Képviselőház  |                        |                 |     |               |
| Választási év | Az összes szavazat %-a | Összes mandátum | +/– | Vezető        |
| 2018          | 3,5                    | 630-ból 14      | –   | Pietro Grasso |

| Szenátus      |                        |                 |     |               |
| Választási év | Az összes szavazat %-a | Összes mandátum | +/– | Vezető        |
| 2018          | 3,3                    | 315-ből 4       | –   | Pietro Grasso |

### Regionális tanácsok
| Régió     | Utolsó választás | # of overall votes | % of overall vote | # of overall seats won | +/− |
| --------- | ---------------- | ------------------ | ----------------- | ---------------------- | --- |
| Lombardia | 2018             | KDE                | KDE               | 80-ból 0               | –   |
| Lazio     | 2018             | KDE                | KDE               | 60-ból 0               | –   |
| Szicília  | 2017             | 100 583 (#9)       | 5,2               | 70-ből 1               | 1   |

- KDE=később dől el